# به خاطرش مردن
به خاطرش مردن (به انگلیسی: To Die For) پنجمین فیلم بلند گاس ون سنت است که در سال ۱۹۹۵ ساخته شد. فیلمنامه این فیلم را باک هنری بر اساس رمانی به همین نام از جویس مینارد نوشته است. رمان مینارد از داستان واقعی پاملا اسمارت الهام گرفته شده. این فیلم کمدی-درامی در ژانر جنایی ست که در قالب مستندنما ساخته شده است. به خاطرش مردن اولین بار در جشنواره فیلم کن در سال ۱۹۹۵ به نمایش درآمد.
نیکول کیدمن، واکین فینیکس، مت دیلون، کیسی افلک، ایلیانا داگلاس، آلیسون فولند و دن هدایا در این فیلم بازی می‌کنند.

## خلاصه داستان
سوزان استون (نیکول کیدمن)، زن جوان و زیبایی‌ست که در یک شهر کوچک ساحلی در نیو همپشایر زندگی می‌کند. او یک آرزو در سر دارد: دلش می‌خواهد مجری تلویزیون بشود و شهرت جهانی پیدا کند و برای رسیدن به این هدف حاضر است دست به هر کاری بزند. با لری مارتو (مت دیلون) ازدواج می‌کند چون امیدوار است کسب‌وکار خانوادگی لری پشتوانه مالی او برای رسیدن به هدفش باشد. برای راه یافتن به تلویزیون با تهیه‌کننده‌ها همخوابه می‌شود و در نهایت در یک شبکه تلویزیونی محلی به عنوان گزارشگر هوا کاری دست وپا می‌کند. لری عاشق سوزان است اما دورنمایی که او از زندگی خانوادگی در سر دارد با رویاهایی که سوزان در سر می‌پروراند همخوانی ندارد. درست در زمانی که سوزان امیدوار است پله‌های ترقی را یکی یکی طی کند لری از سوزان می‌خواهد از کارش بزند و بیشتر در خانه بماند. سوزان لری را مانعی بر سر راه تحقق آرزوهایش می‌بیند و نقشه‌ای می‌کشد تا از شر او خلاص شود.
سوزان برای تولید یک فیلم مستند تلویزیونی به نام «نوجوان‌ها به حرف می‌آیند» به دبیرستانی می‌رود و با نوجوان‌ها طرح دوستی می‌ریزد. جیمی امت (واکین فینیکس)، راسل هاینس (کیسی افلک) و لیدیا مرتز (آلیسون فولاند) را به عنوان سوژه‌های فیلمش انتخاب می‌کند و طی مصاحبه‌ها و دیدارهای متعدد به آنها نزدیک می‌شود. جیمی به او دل می‌بندد و رابطه عاشقانه‌ای میانشان شکل می‌گیرد. سوزان دروغ‌هایی دربارهٔ لری تعریف می‌کند و وانمود می‌کند که شوهرش او را آزار می‌دهد. از جیمی و دوستانش می‌خواهد لری را بکشند. آنها اول مخالفت می‌کنند اما سوزان جیمی را تهدید می‌کند که رابطه‌اش را با او قطع خواهد کرد و در نهایت قانعش می‌کند این کار را انجام دهد. نوجوان‌ها لری را می‌کشند و طوری صحنه‌سازی می‌کنند که به نظر دزدی برسد. اما پلیس با بررسی فیلم‌های مصاحبه سوزان متوجه می‌شود رابطه‌ای میان او و جیمی وجود داشته است. نوجوان‌ها دستگیر می‌شوند. لیدیا با پلیس وارد معامله می‌شود و می‌پذیرد برای تخفیف در حکم مخفیانه صدای سوزان را ضبط کند که به جرمش اعتراف می‌کند. سوزان دستگیر می‌شود اما با رشوه و استناد به این که مدرک جرم به شیوه‌ای نامشروع به دست آمده دادگاه رأی به بی‌گناهی سوزان می‌دهد. سوزان در حالی که در محاصره خبرنگاران است و شهرتی که آرزویش را داشت به دست آورده دادگاه را ترک می‌کند. جیمی و راسل هر دو به حبس ابد محکوم می‌شوند. راسل اعتراض می‌کند و در نهایت شانزده سال حکم می‌گیرد. لیدیا به دلیل همکاری‌اش به صورت مشروط آزاد می‌شود.
سوزان در یک برنامه تلویزیونی ادعا می‌کند لری به مواد مخدر معتاد شده بود اما تصمیم داشت ترک کند و زندگی‌اش را عوض کند و به همین دلیل جیمی و راسل که ساقی او بودند او را کشتند تا علیه آنها حرفی نزند. پدر لری با شنیدن این داستان پی می‌برد که سوزان در قتل پسرش نقش داشته است. از روابطی که با مافیا دارد استفاده می‌کند و آدم‌کشی (دیوید کراننبرگ) را اجیر می‌کند تا سوزان را به قتل برساند. آدم‌کش وانمود می‌کند که نویسنده‌ای‌ست که می‌خواهد داستان زندگی سوزان را بنویسد. به این بهانه او را از خانه بیرون می‌برد و به قتل می‌رساند و جسدش را در رودخانه‌ای یخ‌بسته دفن می‌کند.
لیدیا در برنامه‌ای تلویزیونی حاضر می‌شود و با تعریف کردن داستان قتل لری مارتو شهرتی به هم می‌زند. در صحنه پایانی جنیس، خواهر لری (با بازی ایلیانا داگلاس) روی یخ ضخیم رودخانه‌ای که حالا مدفن سوزان است با اسکیت می‌رقصد.

## تولید
نقش سوزان استون، اول به مگ رایان پیشنهاد شده بود اما رایان نقش را رد کرد. نیکول کیدمن شخصاً با گاس ون سنت تماس گرفت و او را متقاعد کرد که برای بازی در این نقش مناسب است. نقشی که او بسیار مشتاق بود بازی کند گزارشگر هوایی بود که شیفته رسانه است. کیدمن به عنوان تمرین برای نقش، سه روز خود را در اتاق هتلی حبس کرد و در تمام این سه روز هرگز تلویزیون را خاموش نکرد. به گفته او با این تمرین متوجه شد که تلویزیون می‌تواند بیننده را کرخت و بی‌حس کند و به خلسه فرو ببرد. او کم‌کم درگیر موضوعات تاک شوها می‌شد و خودش را در حالی می‌یافت که رو به صفحه تلویزیون فریاد می‌زند. کیدمن جایزه گلدن گلوب بهترین بازیگر نقش اول زن را برای بازی در نقش سوزان استون به دست‌آورد.

## جوایز
| نام جایزه                                 | رشته                                             | نامزد دریافت جایزه | نتیجه      |
| ----------------------------------------- | ------------------------------------------------ | ------------------ | ---------- |
| گلدن گلوب                                 | بهترین بازیگر نقش اول زن در فیلم کمدی یا موزیکال | نیکول کیدمن        | برنده      |
| بفتا                                      | بهترین بازیگر نقش اول زن                         | نیکول کیدمن        | نامزد      |
| آکادمی فیلم‌های علمی-تخیلی فانتزی و ترسناک | بهترین بازیگر نقش اول زن                         | نیکول کیدمن        | نامزد      |
| آکادمی فیلم‌های علمی-تخیلی فانتزی و ترسناک | بهترین بازیگر زن در نقش مکمل                     | ایلیانا داگلاس     | نامزد      |
| جایزه فیلم کمدی آمریکا                    | خنده‌دارترین بازیگر زن در نقش اصلی                | نیکول کیدمن        | نامزد      |
| جامعه منتقدان فیلم بوستون                 | بهترین بازیگر زن                                 | نیکول کیدمن        | برنده      |
| جایزه انجمن منتقدان پخش‌کننده فیلم         | بهترین بازیگر زن                                 | نیکول کیدمن        | برنده      |
| جایزه کلوترودیس                           | بهترین بازیگر نقش اول زن                         | نیکول کیدمن        | نامزد      |
| جایزه کلوترودیس                           | بهترین بازیگر نقش مکمل زن                        | ایلیانا داگلاس     | نامزد      |
| جایزه کلوترودیس                           | بهترین بازیگر نقش مکمل مرد                       | واکین فینیکس       | نامزد      |
| جایزه ادگار                               | بهترین فیلم                                      | باک هنری           | نامزد      |
| جایزه امپایر                              | بهترین بازیگر زن                                 | نیکول کیدمن        | برنده      |
| انجمن منتقدان فیلم لندن                   | بازیگر زن سال                                    | نیکول کیدمن        | برنده      |
| انجمن ملی منتقدان فیلم                    | بهترین بازیگر نقش مکمل زن                        | ایلیانا داگلاس     | رتبه سوم   |
| حلقه منتقدان فیلم نیویورک                 | بهترین بازیگر نقش اول زن                         | نیکول کیدمن        | رتبه چهارم |
| جشنواره بین‌المللی فیلم سیاتل              | بهترین بازیگر زن                                 | نیکول کیدمن        | برنده      |
| انجمن منتقدان فیلم جنوب شرقی              | بهترین بازیگر زن                                 | نیکول کیدمن        | برنده      |
| انجمن منتقدان فیلم جنوب شرقی              | بهترین فیلم                                      |                    | نامزد      |